# Chris Buijink

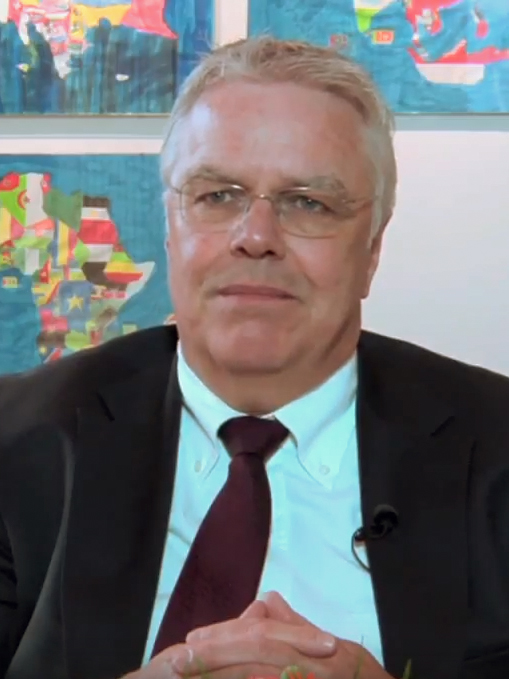
Chris Buijink (2013)

Christiaan Pieter (Chris) Buijink (Utrecht, 16 maart 1954) is een voormalig Nederlands topambtenaar en bestuurder.

## Loopbaan
Buijink studeerde politicologie aan de Universiteit van Amsterdam en hij werkte als junior-assistant aan het Europa Instituut van zijn alma mater.
In 1980 ging hij werken bij het ministerie van Economische Zaken waar hij in 1987 adjunct-secretaris-generaal werd en in de periode 1989 tot 1991 directeur Algemeen Technologiebeleid was. In dat laatste jaar volgde zijn benoeming tot directeur van de uitvoeringsorganisatie voor technologiebeleid StiPT.
In 1992 fuseerde StiPT met een andere dienst van het Ministerie van Economische Zaken (de Dienst Investeringsrekening; DIR) die samen verdergingen onder de naam Senter. Buijink was hiervan van 1992 tot 1995 algemeen directeur. Hierna was hij vijf jaar lang plaatsvervangend directeur-generaal van de Buitenlandse Economische Betrekkingen. In de periode van 2000 tot 2003 was hij plaatsvervangend secretaris-generaal. Daarnaast was hij vanaf september 2002 krap een jaar eerst waarnemend directeur-generaal van Ondernemingsklimaat waarna zijn benoeming volgde tot directeur-generaal van Ondernemingsklimaat.
Voorafgaand aan de samenvoeging op 1 september 2004 van dat directoraat-generaal met het directoraat-generaal Innovatie was hij bij deze laatste sinds januari 2004 tevens waarnemend directeur-generaal. Na die samenvoeging werd Buijink directeur-generaal van Ondernemen en Innovatie.
Vanaf december 2006 was hij waarnemend secretaris-generaal van het Ministerie van Economische Zaken en in begin 2007 werd hij secretaris-generaal. Op 15 oktober 2010 werd Buijink benoemd tot secretaris-generaal van het nieuwe ministerie van Economische Zaken, Landbouw en Innovatie, dat sinds de naamswijziging die in het regeerakkoord van het kabinet-Rutte II opgenomen is, verdergaat als ministerie van Economische Zaken. 
Per 1 juni 2013 volgde hij Boele Staal op als voorzitter van de Nederlandse Vereniging van Banken. Hij stopte in 2021 en werd opgevolgd door Medy van der Laan.
Van 2014 tot 2021 was hij voorzitter van de Raad van Toezicht van de Rijksakademie voor Beeldende Kunst in Amsterdam.
Van 2014 tot 2025 was hij lid van eerst het bestuur en daarna de Raad van Toezicht van de Hermitage Amsterdam en vanaf 2022 van het H’ART Museum Amsterdam ( de doorstart van de Hermitage na de Russische inval in de Oekraïne ),
Sinds november 2021 is hij lid van de Raad van Commissarissen van PwC Nederland; sinds februari 2022 is hij voorzitter van de RvC van PwC Nederland.
Bij zijn afscheid als SG van Economische Zaken in 2013 werd hij benoemd tot Officier in de Orde van Oranje-Nassau.